# Euselasia fournierae
Euselasia fournierae is een vlindersoort uit de familie van de prachtvlinders (Riodinidae), onderfamilie Euselasiinae.
Euselasia fournierae werd in 1924 beschreven door Lathy.